# بولبی (ویرجینیای غربی)
بولبی (به انگلیسی: Bowlby) یک منطقهٔ مسکونی در ایالات متحده آمریکا است که در شهرستان مونونگالیا، ویرجینیای غربی واقع شده‌است. بولبی ۳۰۶٫۹۴ متر بالاتر از سطح دریا واقع شده‌است.